# چاپاش
چاپاش (انگلیسی: Chapash) یک شهرک در شهرستان کاراایدلسکی استان باشقیرستان کشور روسیه است.